# Closteridea
Closteridea is een geslacht van rechtvleugeligen uit de familie veldsprinkhanen (Acrididae). De wetenschappelijke naam van dit geslacht is voor het eerst geldig gepubliceerd in 1893 door Scudder.

## Soorten
Het geslacht Closteridea  is monotypisch en omvat slechts de volgende soort:
- Closteridea bauri (Scudder, 1893)